# パラダイス (戯曲)
『パラダイス』は、演出家・赤堀雅秋が作・演出を手掛けた舞台作品。主演は丸山隆平。
2020年に初演が決定していたが、新型コロナウイルス「COVID-19」の感染拡大の影響により上演開始前に全公演中止となり、その後一部キャストの変更を経て、2022年に再演された。

## 2020年版
『パラダイス』は、演出家・赤堀雅秋が作・演出を手掛け、2020年5月31日から同年7月13日にかけて上演予定だった舞台作品。主演は丸山隆平。

### 概要（2020年版）
本作は、作・演出の赤堀雅秋と主演の丸山隆平の初タッグとなる予定だった舞台作品。
主演の丸山は、赤堀の作品の大ファンを公言しており、自身がシアターコクーンでの舞台作品に初出演となることから、「嬉しいことが同時にきました!」とコメントしている。
本作のメインビジュアルとメインキャストの役柄ビジュアルまでは解禁していたが、新型コロナウイルス「COVID-19」感染拡大の影響により上演開始前に全公演中止となった。なお、2020年版のキャストは一度も会わずに中止が決定したという。
後に2022年に本作の再演を行った。その際には、作品のストーリーの設定や村上虹郎などのキャストを一部変更している。

### 上演日程（2020年版）
※全公演中止。
| 年                                                  | 月                                                  | 日                                                  | 時間                                                | 会場                                                |
| 東京公演：2020年5月31日 - 6月28日、全31公演（中止） | 東京公演：2020年5月31日 - 6月28日、全31公演（中止） | 東京公演：2020年5月31日 - 6月28日、全31公演（中止） | 東京公演：2020年5月31日 - 6月28日、全31公演（中止） | 東京公演：2020年5月31日 - 6月28日、全31公演（中止） |
| --------------------------------------------------- | --------------------------------------------------- | --------------------------------------------------- | --------------------------------------------------- | --------------------------------------------------- |
| 2020年                                              | 5月                                                 | 31日                                                | 18:30                                               | Bunkamuraシアターコクーン                           |
| 2020年                                              | 6月                                                 | 1日                                                 | 18:30                                               | Bunkamuraシアターコクーン                           |
| 2020年                                              | 6月                                                 | 4日                                                 | 13:30                                               | Bunkamuraシアターコクーン                           |
| 2020年                                              | 6月                                                 | 4日                                                 | 18:30                                               | Bunkamuraシアターコクーン                           |
| 2020年                                              | 6月                                                 | 5日                                                 | 13:30                                               | Bunkamuraシアターコクーン                           |
| 2020年                                              | 6月                                                 | 6日                                                 | 18:30                                               | Bunkamuraシアターコクーン                           |
| 2020年                                              | 6月                                                 | 7日                                                 | 13:30                                               | Bunkamuraシアターコクーン                           |
| 2020年                                              | 6月                                                 | 7日                                                 | 18:30                                               | Bunkamuraシアターコクーン                           |
| 2020年                                              | 6月                                                 | 8日                                                 | 18:30                                               | Bunkamuraシアターコクーン                           |
| 2020年                                              | 6月                                                 | 10日                                                | 13:30                                               | Bunkamuraシアターコクーン                           |
| 2020年                                              | 6月                                                 | 11日                                                | 13:30                                               | Bunkamuraシアターコクーン                           |
| 2020年                                              | 6月                                                 | 11日                                                | 18:30                                               | Bunkamuraシアターコクーン                           |
| 2020年                                              | 6月                                                 | 12日                                                | 13:30                                               | Bunkamuraシアターコクーン                           |
| 2020年                                              | 6月                                                 | 13日                                                | 18:30                                               | Bunkamuraシアターコクーン                           |
| 2020年                                              | 6月                                                 | 14日                                                | 13:30                                               | Bunkamuraシアターコクーン                           |
| 2020年                                              | 6月                                                 | 14日                                                | 18:30                                               | Bunkamuraシアターコクーン                           |
| 2020年                                              | 6月                                                 | 15日                                                | 13:30                                               | Bunkamuraシアターコクーン                           |
| 2020年                                              | 6月                                                 | 18日                                                | 13:30                                               | Bunkamuraシアターコクーン                           |
| 2020年                                              | 6月                                                 | 18日                                                | 18:30                                               | Bunkamuraシアターコクーン                           |
| 2020年                                              | 6月                                                 | 19日                                                | 13:30                                               | Bunkamuraシアターコクーン                           |
| 2020年                                              | 6月                                                 | 20日                                                | 18:30                                               | Bunkamuraシアターコクーン                           |
| 2020年                                              | 6月                                                 | 21日                                                | 13:30                                               | Bunkamuraシアターコクーン                           |
| 2020年                                              | 6月                                                 | 21日                                                | 18:30                                               | Bunkamuraシアターコクーン                           |
| 2020年                                              | 6月                                                 | 22日                                                | 18:30                                               | Bunkamuraシアターコクーン                           |
| 2020年                                              | 6月                                                 | 25日                                                | 13:30                                               | Bunkamuraシアターコクーン                           |
| 2020年                                              | 6月                                                 | 25日                                                | 18:30                                               | Bunkamuraシアターコクーン                           |
| 2020年                                              | 6月                                                 | 26日                                                | 13:30                                               | Bunkamuraシアターコクーン                           |
| 2020年                                              | 6月                                                 | 27日                                                | 18:30                                               | Bunkamuraシアターコクーン                           |
| 2020年                                              | 6月                                                 | 28日                                                | 13:30                                               | Bunkamuraシアターコクーン                           |
| 2020年                                              | 6月                                                 | 28日                                                | 18:30                                               | Bunkamuraシアターコクーン                           |
| 2020年                                              | 6月                                                 | 29日                                                | 13:30                                               | Bunkamuraシアターコクーン                           |
| 大阪公演：2020年7月4日 - 13日、全10公演（中止）     |                                                     |                                                     |                                                     |                                                     |
| 2020年                                              | 7月                                                 | 4日                                                 | 18:30                                               | 東大阪市文化創造館 Dream House 大ホール             |
| 2020年                                              | 7月                                                 | 5日                                                 | 13:30                                               | 東大阪市文化創造館 Dream House 大ホール             |
| 2020年                                              | 7月                                                 | 6日                                                 | 13:30                                               | 東大阪市文化創造館 Dream House 大ホール             |
| 2020年                                              | 7月                                                 | 6日                                                 | 18:30                                               | 東大阪市文化創造館 Dream House 大ホール             |
| 2020年                                              | 7月                                                 | 9日                                                 | 13:30                                               | 東大阪市文化創造館 Dream House 大ホール             |
| 2020年                                              | 7月                                                 | 9日                                                 | 18:30                                               | 東大阪市文化創造館 Dream House 大ホール             |
| 2020年                                              | 7月                                                 | 10日                                                | 13:30                                               | 東大阪市文化創造館 Dream House 大ホール             |
| 2020年                                              | 7月                                                 | 11日                                                | 18:30                                               | 東大阪市文化創造館 Dream House 大ホール             |
| 2020年                                              | 7月                                                 | 12日                                                | 13:30                                               | 東大阪市文化創造館 Dream House 大ホール             |
| 2020年                                              | 7月                                                 | 13日                                                | 13:30                                               | 東大阪市文化創造館 Dream House 大ホール             |

### 登場人物（2020年版）
※「※」が付いた人物は2020年版のみ出演予定だったキャスト。
※上演前に全公演中止となったため、主演の丸山以外の役名は不明。
- 梶浩一 - 丸山隆平
- 村上虹郎 ※
- 八嶋智人
- 毎熊克哉
- 水澤紳吾
- 小野花梨
- 飯田あさと
- 碓井将大
- 櫻井健人
- 早坂柊人 ※
- 前田聖太
- 松澤匠
- 赤堀雅秋
- 梅沢昌代
- 坂井真紀
- 西岡德馬

### スタッフ（2020年版）
- 脚本・演出：赤堀雅秋
- 美術：杉山至
- 照明：杉本公亮
- 音響：田上篤志
- 衣裳：坂東智代
- ヘアメイク：鎌田直樹
- 演出助手：山田美紀
- 舞台監督：南部丈、濱野貴彦
- 宣伝美術：榎本太郎
- 宣伝イラスト：ケッソクヒデキ
- 宣伝写真：江森康之
- 宣伝スタイリスト：森保夫
- 宣伝ヘアメイク：林摩規子
- 宣伝広報：ディップス・プラネット
- 主催・企画・製作：Bunkamura
- 大阪公演主催：サンライズプロモーション大阪、東大阪市文化創造館

## 2022年版
『パラダイス』は、演出家・赤堀雅秋が作・演出を手掛け、2022年9月25日から同年11月3日にかけて上演された舞台作品。主演は丸山隆平。

### 概要（2022年版）
本作は、作・演出の赤堀雅秋と主演の丸山隆平の初タッグとなる舞台作品。
赤堀が手掛ける作品としては、通算5回目のシアターコクーン公演となり、主演の丸山はシアターコクーン公演初出演にして初主演となる。
本作は、2020年に上演予定だった作品の再演となる。中止となった2020年版からは、主演の丸山や共演の八嶋智人を始めとしたほとんどのキャストが続投しているが、一部変更されたキャストもいる。詳細は以下の通り。
- 2020年版から降板したキャスト[注 3]
  - 村上虹郎
  - 早坂柊人
- 2022年版からの新規キャスト
  - 永田崇人

### 制作（2022年版）
主演の丸山隆平は、本作の作・演出を担当する赤堀雅秋の作品の大ファンであり、丸山が雑誌のインタビューでファンを公言していたのを赤堀自身が見たことをきっかけに、丸山に本作のオファーが決まった。
2020年版制作時の赤堀の構想は、「オリンピック景気に浮かれる世間から取り残される人々を描く」というものであり、当時発表していた「特殊詐欺グループの興亡」という主筋は大きく変わらないものの、当時の五輪目前の世相や、感染症の蔓延など、現実の背景や環境は本作の初動と著しく変化しており、脚本については赤堀が改めて調整を行った。赤堀曰く「見直さざるを得ない事が多過ぎる2年間だった」という。しかし、脚本を完成するのに時間を要しており、赤堀や丸山を始めとしたキャストへの雑誌取材のタイミングでも脚本が出来上がっていない状態で取材を受けていた。
赤堀が本作品の脚本を書き上げるのに時間が掛かってしまった理由として、2022年4月の赤堀による書き下ろし舞台『ケダモノ』の上演からまだ日が浅かったため、「作家としてどこへ向かうべきか、正直まだ定まらない」状態であったことが挙げられている。これは、赤堀の作・演出による舞台がコロナ禍以降に、2021年上演の『白昼夢』と前述の『ケダモノ』が続き、それぞれ「自分なりの発見や創作上の更新は経験出来た」としており、その結果、余計に「本作品で何を観客に届けるべきか」が悩ましくなってしまったという。このことから、本作品の脚本制作に関しては、「新しい事を闇雲に探すのではなく、ささやかでも自分が本当に面白がれる材料を探し、一つでも自分なりの"発明"が出来たら良い」と語っている。また、脚本家として「何を描くべきか」に関しては、「コロナ禍以前よりも進化はしているつもりです」とも語っている。これに伴い、稽古に並行して毎朝一場ずつ新しい台本が届き、赤堀は稽古後に帰って執筆するという流れが取られた。
脚本の制作は上述の通り難航を極めたが、本作のテーマである「特殊詐欺」について、様々な種類の資料に目を通し、赤堀と近しいスタッフにも協力してもらいながらアイデア出しを行うなど、「とにかく書き出さなくては」と強引に脚本を書き始めたところ、赤堀の脳内で「コロンブスの卵的な大転換」が起き、「自分が書き続けなければならない、書くべきものは、詐欺グループよりむしろ市井の人間達ではないか」と思考が変わった。これにより、執筆当初、赤堀の中で思い描いていた劇中の家族は、主人公・梶浩一が率いる特殊詐欺グループの獲物となる被害者一家の予定だったが、「梶が疎遠になっていた家族・小川家の人々」へと変更された。
本作は、前述の赤堀が手掛けた舞台『ケダモノ』で描写されていた「マスクの着用」の様な、"ご時世"の描写を敢えて排除している。これは、「作家自身にとってこの特殊な状況が無痛化するほど、当たり前のものとする様になったから」としている。
当初は、赤堀自身が演じる役は「小川家の婿養子」として、「美紀の夫」という役柄を想定していたが、赤堀自身が脚本を書きながら違和感が募り、「自分が俳優として、どういう立ち位置でこの作品に関われば、物語の世界観に広がりが出るのか」を考え、次に「辺見達の上に居るオーナー（金主）」という役柄を考えたが、梶達は「"顔が見えない"存在」が脅威となり、転がされる物語であるのに、既に顔が見えてしまうのが「つまらないな」と考えた結果、「物語の外から入ってくるキャラクター」であり「梶達と小川家以外の"世間"を象徴する存在」として、最終的に「中年男」というキャラクターが生まれた。この中年男は、赤堀曰く「他人から見たら衝動的かつ突然とんでもない行動に走る"無敵の人"」と語っており、赤堀が『ケダモノ』で演じた漁師と近い存在となっている。
梶の実家である小川家のシーンでは、赤堀が「自分が作家として書き続けるべき事」と自覚のある、「市井の人々の暮らしの風景」を描いたものである。また、梶の父・小川一郎（演：西岡德馬）という役は、赤堀自身の父をモデルにしており、「家族に隠れて近所のコンビニで酒を買って飲む」というエピソードなど、赤堀曰く「もしうちの兄貴が観に来たらきっと、笑うぐらいに親父そのまま」という。一方で、西岡自身も「僕自身にかなり近いんです」「赤堀さん、俺ん家覗いてるんじゃないか?ってくらい」と語っている。
本作のラスト前の場面は、「ドラマらしいドラマ」よりも「生々しく嘘無く登場人物が動ける設定」にどうしてもしたかったため、梶・辺見・真鍋の三者の関係と、そこにある「俗っぽい感情のもつれ」が描かれている。また、ラストの展開は観客に委ねる「お好きに考えて下さい」という書き方になっている。

### あらすじ（2022年版）
舞台は東京都新宿区。高齢者を狙った特殊詐欺グループのリーダー・梶浩一は、とある雑居ビルの薄暗い一室で、腹心の真鍋清と共に20~30代の7人の特殊詐欺グループの新人を教育する研修を行っていた。そんな中、梶が懇意にしているお目付け役のヤクザ・辺見豪から呼び出され、疎遠になりつつある実家の家族を餌に、組織拡大という無理難題をふっかけられる。梶は断ることもできず、実家を久々に訪れると、自分に気づいてるのかも分からない年老いた父・小川一郎と母・節子、電話口の相手に怒りをぶつける姉・美紀と再会する。しかし、詐欺の成果が上がらず、梶らと辺見の関係は徐々に悪化していく。一方、家族と再び関わったことで、梶の心境にも変化が起きつつあった。

### 上演日程（2022年版）
| 年                                            | 月                                            | 日                                            | 時間                                          | 会場                                          |
| 大阪公演（2022年9月25日 - 10月3日、全11公演） | 大阪公演（2022年9月25日 - 10月3日、全11公演） | 大阪公演（2022年9月25日 - 10月3日、全11公演） | 大阪公演（2022年9月25日 - 10月3日、全11公演） | 大阪公演（2022年9月25日 - 10月3日、全11公演） |
| --------------------------------------------- | --------------------------------------------- | --------------------------------------------- | --------------------------------------------- | --------------------------------------------- |
| 2022年                                        | 9月                                           | 25日                                          | 18:30                                         | 森ノ宮ピロティホール                          |
| 2022年                                        | 9月                                           | 26日                                          | 18:30                                         | 森ノ宮ピロティホール                          |
| 2022年                                        | 9月                                           | 27日                                          | 13:30                                         | 森ノ宮ピロティホール                          |
| 2022年                                        | 9月                                           | 27日                                          | 18:30                                         | 森ノ宮ピロティホール                          |
| 2022年                                        | 9月                                           | 29日                                          | 13:30                                         | 森ノ宮ピロティホール                          |
| 2022年                                        | 9月                                           | 29日                                          | 18:30                                         | 森ノ宮ピロティホール                          |
| 2022年                                        | 9月                                           | 30日                                          | 13:30                                         | 森ノ宮ピロティホール                          |
| 2022年                                        | 10月                                          | 1日                                           | 15:00                                         | 森ノ宮ピロティホール                          |
| 2022年                                        | 10月                                          | 2日                                           | 13:30                                         | 森ノ宮ピロティホール                          |
| 2022年                                        | 10月                                          | 2日                                           | 18:30                                         | 森ノ宮ピロティホール                          |
| 2022年                                        | 10月                                          | 3日                                           | 13:30                                         | 森ノ宮ピロティホール                          |
| 東京公演（2022年10月7日 - 11月3日、全29公演） |                                               |                                               |                                               |                                               |
| 2022年                                        | 10月                                          | 7日                                           | 17:00                                         | Bunkamuraシアターコクーン                     |
| 2022年                                        | 10月                                          | 8日                                           | 18:30                                         | Bunkamuraシアターコクーン                     |
| 2022年                                        | 10月                                          | 9日                                           | 13:30                                         | Bunkamuraシアターコクーン                     |
| 2022年                                        | 10月                                          | 9日                                           | 18:30                                         | Bunkamuraシアターコクーン                     |
| 2022年                                        | 10月                                          | 10日                                          | 13:30                                         | Bunkamuraシアターコクーン                     |
| 2022年                                        | 10月                                          | 13日                                          | 13:30                                         | Bunkamuraシアターコクーン                     |
| 2022年                                        | 10月                                          | 13日                                          | 18:30                                         | Bunkamuraシアターコクーン                     |
| 2022年                                        | 10月                                          | 14日                                          | 13:30                                         | Bunkamuraシアターコクーン                     |
| 2022年                                        | 10月                                          | 15日                                          | 18:30                                         | Bunkamuraシアターコクーン                     |
| 2022年                                        | 10月                                          | 16日                                          | 13:30                                         | Bunkamuraシアターコクーン                     |
| 2022年                                        | 10月                                          | 16日                                          | 18:30                                         | Bunkamuraシアターコクーン                     |
| 2022年                                        | 10月                                          | 17日                                          | 13:30                                         | Bunkamuraシアターコクーン                     |
| 2022年                                        | 10月                                          | 19日                                          | 13:30                                         | Bunkamuraシアターコクーン                     |
| 2022年                                        | 10月                                          | 19日                                          | 18:30                                         | Bunkamuraシアターコクーン                     |
| 2022年                                        | 10月                                          | 20日                                          | 13:30                                         | Bunkamuraシアターコクーン                     |
| 2022年                                        | 10月                                          | 21日                                          | 13:30                                         | Bunkamuraシアターコクーン                     |
| 2022年                                        | 10月                                          | 22日                                          | 17:00                                         | Bunkamuraシアターコクーン                     |
| 2022年                                        | 10月                                          | 24日                                          | 13:30                                         | Bunkamuraシアターコクーン                     |
| 2022年                                        | 10月                                          | 24日                                          | 18:30                                         | Bunkamuraシアターコクーン                     |
| 2022年                                        | 10月                                          | 27日                                          | 13:30                                         | Bunkamuraシアターコクーン                     |
| 2022年                                        | 10月                                          | 27日                                          | 18:30                                         | Bunkamuraシアターコクーン                     |
| 2022年                                        | 10月                                          | 28日                                          | 13:30                                         | Bunkamuraシアターコクーン                     |
| 2022年                                        | 10月                                          | 29日                                          | 18:30                                         | Bunkamuraシアターコクーン                     |
| 2022年                                        | 10月                                          | 30日                                          | 13:30                                         | Bunkamuraシアターコクーン                     |
| 2022年                                        | 10月                                          | 30日                                          | 18:30                                         | Bunkamuraシアターコクーン                     |
| 2022年                                        | 10月                                          | 31日                                          | 13:30                                         | Bunkamuraシアターコクーン                     |
| 2022年                                        | 11月                                          | 2日                                           | 13:30                                         | Bunkamuraシアターコクーン                     |
| 2022年                                        | 11月                                          | 3日                                           | 13:30                                         | Bunkamuraシアターコクーン                     |
| 2022年                                        | 11月                                          | 3日                                           | 18:30                                         | Bunkamuraシアターコクーン                     |

### 登場人物（2022年版）
※「※」が付いた人物は2022年版のみの出演。

#### 主な登場人物
梶浩一
演 - 丸山隆平
本作品の主人公。特殊詐欺グループのリーダー。実の家族である小川家の3人とは疎遠になっている。
辺見豪
演 - 八嶋智人
詐欺グループのお目付役。梶や真鍋の上司にあたる。
真鍋清
演 - 毎熊克哉
詐欺グループの教育係で梶の腹心。辺見や青木とは昔から付き合いがある。
青木幸司
演 - 水澤紳吾
辺見のボディガードの様な役割として仕えている。
望月道子
演 - 小野花梨
詐欺グループのメンバー。元風俗嬢。風俗での仕事が上手くいかず、現在は詐欺グループでテレアポの電話での詐欺を行っている。
若林弘 ※
演 - 永田崇人
詐欺グループのメンバー。他のメンバーとは違い、金に困って詐欺集団に入った訳では無い。
中年男
演 - 赤堀雅秋
小川節子
演 - 梅沢昌代
梶と美紀の母。
小川美紀
演 - 坂井真紀
梶の姉。両親の世話をしながら1人で切り盛りしている。
小川一郎
演 - 西岡德馬
梶と美紀の父。独善的な物言いをしている。

#### その他の詐欺グループのメンバー
今井稔
演 - 飯田あさと
梅木健
演 - 碓井将大
木田次郎
演 - 櫻井健人
高橋幸司
演 - 前田聖太
原田義彦
演 - 松澤匠

### グッズ（2022年版）
- 公演プログラム（2,000円）[65]

### スタッフ（2022年版）
- 作・演出：赤堀雅秋
- 美術：杉山至
- 照明：杉本公亮
- 音響：田上篤志
- 衣裳：坂東智代
- ヘアメイク：鎌田直樹
- 擬闘：栗原直樹
- 演出進行：松倉良子
- 舞台監督：髙橋大輔
- 宣伝美術：榎本太郎
- 宣伝イラスト：ケッソクヒデキ
- 宣伝写真：江森康之
- 宣伝スタイリスト：森保夫
- 宣伝ヘアメイク：林摩規子
- 宣伝動画：原口貴光
- 宣伝広報：ディップス・プラネット
- 企画・製作・東京公演主催：Bunkamura
- 大阪公演主催：サンライズプロモーション大阪